# PONTOON
PONTOON（ポンツーン）は、幻冬舎発行の月刊PR誌。小説誌。

## 概要
1998年に創刊された。毎月1日に発売されている。書店店頭での無料配布もされている。2016年、『PONTOON』『papyrus』『GINGER L.』の3誌を統合して、月刊文芸誌『小説幻冬』が創刊された。『PONTOON』は、2016年9月号から電子化された。『PONTOON』と『星星峡』に連載された『蜜蜂と遠雷』（恩田陸著）は、第156回直木賞を受賞している。
PONTOON "装画" コンペティションを行っている。このコンペティションは、書籍の装幀に相応しいイラストレーションを募集するもので、ブックデザイナーの松昭教と編集長が、ある書籍のデザイン打ち合わせをしているときに、「もっと革新的な、新しいことをやりたいですね」と話し込んだことがきっかけで始まったという。

## 過去の主な連載作品
- 五十嵐貴久『1981年のスワンソング』
- 江上剛『狂信者』
- 奥田英朗『ナオミとカナコ』
- 笹本稜平『突破口 組織犯罪対策部マネロン室』
- 葉室麟『風かおる』
- 中山七里『作家刑事毒島』